# Franciscus Pollet
Franciscus Pollet, född 1691 i Djursdala socken, död 5 juni 1732 i Skänninge stad, var en svensk präst i Skänninge församling. 

## Biografi
Pollet föddes 1691 i Djursdala socken. Han var son till kaptenen Johan Georg Pollet och Kirstin Hjort. 1711 blev Pollet student vid Uppsala universitet. 1717 blev han filosofie kandidat. Pollet prästvigdes 20 maj 1721. 1722 blev han domkyrkoadjunkt. 1724 blev Pollet adjunkt i S:t Olai församling. 1727 blev han kyrkoherde i Skänninge församling och samma år prost. Pollet avled 5 juni 1732 i Skänninge stad.

### Familj
Pollet gifte sig 26 september 1727 med Elsa Margareta Gädda (1710-1761). Hon var dotter till kontraktsprosten Hans Andreæ Gädda och Elsa Schröder i Norrköping. De fick tillsammans barnen Johan Frans (1729-1801) och Margareta Kristina (1730-1730). Gädda gifte om sig 1736 med kanslisten Carl Meurman och 1742 med inspektor Jacob Örner på Österby bruk.